# 베키아섬

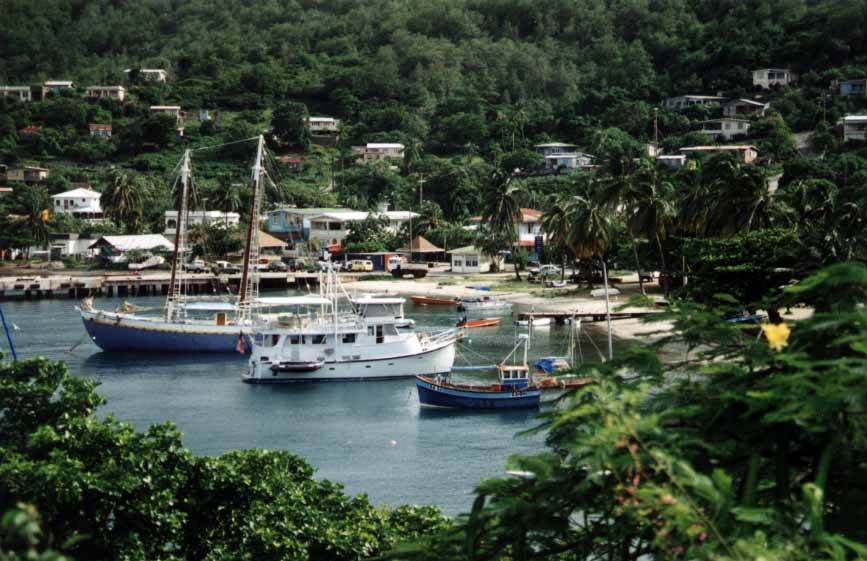
2005년 항구 모습

베키아섬(Bequia, /ˈbɛkwiː/ BEK-wee 또는 /ˈbɛkweə/ BEK-way)는 그레나딘 제도에서 가장 큰 섬으로 면적이 7평방마일(18km2)이다. 세인트빈센트 그레나딘(Saint Vincent and the Grenadines) 국가의 일부이며 본섬인 세인트 빈센트(Saint Vincent)에 있는 국가의 수도인 킹스타운(Kingstown)에서 약 15km(9.3마일) 떨어져 있다. 베키아(Bequia)는 고대 아라와크어로 "구름의 섬"을 의미한다. 섬의 이름은 그레나딘의 일부로 'Becouya'였다.
베키아에는 19세기 양키 고래잡이 어부들이 도입한 포경의 역사가 있다. 그곳 사람들은 전통적인 사냥 방법을 사용하여 연간 최대 4마리의 혹등고래만 잡을 수 있다. 한도는 거의 충족되지 않으며 몇 년 동안 잡히지 않는다.